# Les Mars
Les Mars est une commune française située dans le département de la Creuse en région Nouvelle-Aquitaine.

## Géographie
|                   | Auzances |          |
| Le Compas         | Mars     | Dontreix |
| Brousse Châtelard | Chard    |          |

Les Mars est située à environ une trentaine de kilomètres d'Aubusson

### Climat
Pour des articles plus généraux, voir Climat de la Nouvelle-Aquitaine et Climat de la Creuse.
Historiquement, la commune est exposée à un climat montagnard.  
En 2020, Météo-France publie une typologie des climats de la France métropolitaine dans laquelle la commune est exposée à un climat de montagne et est dans la région climatique  Ouest et nord-ouest du Massif Central, caractérisée par une pluviométrie annuelle de 900 à 1 500 mm, maximale en automne et en hiver.
Pour la période 1971-2000, la température annuelle moyenne est de 9,4 °C, avec  une amplitude thermique annuelle de 15,2 °C. Le cumul annuel moyen de précipitations est de 930 mm, avec 12 jours de précipitations en janvier et 7,9 jours en juillet. Pour la période 1991-2020, la température moyenne annuelle observée sur la station météorologique la plus proche, située sur la commune d'Auzances à 5 km à vol d'oiseau, est de 10,6 °C et le cumul annuel moyen de précipitations est de 898,1 mm,. Pour l'avenir, les paramètres climatiques de la commune estimés pour 2050 selon différents scénarios d’émission de gaz à effet de serre sont consultables sur un site dédié publié par Météo-France en novembre 2022.

## Urbanisme

### Typologie
Au 1er janvier 2024, Les Mars est catégorisée commune rurale à habitat très dispersé, selon la nouvelle grille communale de densité à 7 niveaux définie par l'Insee en 2022.
Elle est située hors unité urbaine et hors attraction des villes,.

### Occupation des sols
L'occupation des sols de la commune, telle qu'elle ressort de la base de données européenne d’occupation biophysique des sols Corine Land Cover (CLC), est marquée par l'importance des territoires agricoles (98,8 % en 2018), en augmentation par rapport à 1990 (93,3 %). La répartition détaillée en 2018 est la suivante : 
prairies (70,7 %), zones agricoles hétérogènes (28,1 %), forêts (1,2 %). L'évolution de l’occupation des sols de la commune et de ses infrastructures peut être observée sur les différentes représentations cartographiques du territoire : la carte de Cassini (XVIIIe siècle), la carte d'état-major (1820-1866) et les cartes ou photos aériennes de l'IGN pour la période actuelle (1950 à aujourd'hui).

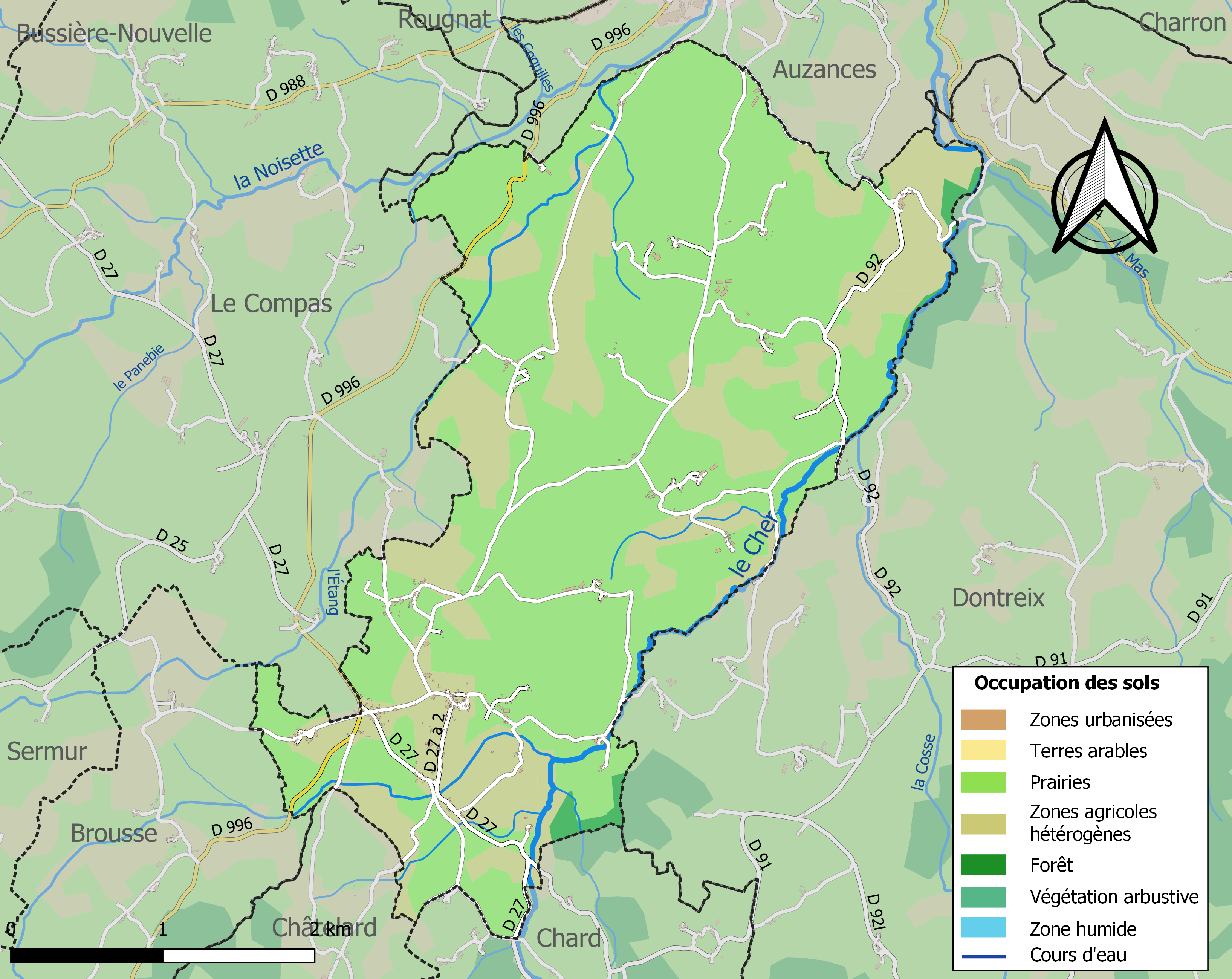
Carte des infrastructures et de l'occupation des sols de la commune en 2018 (CLC).

### Risques majeurs
Le territoire de la commune des Mars est vulnérable à différents aléas naturels : météorologiques (tempête, orage, neige, grand froid, canicule ou sécheresse) et séisme (sismicité faible). Il est également exposé à un risque particulier : le risque de radon. Un site publié par le BRGM permet d'évaluer simplement et rapidement les risques d'un bien localisé soit par son adresse soit par le numéro de sa parcelle.

#### Risques naturels

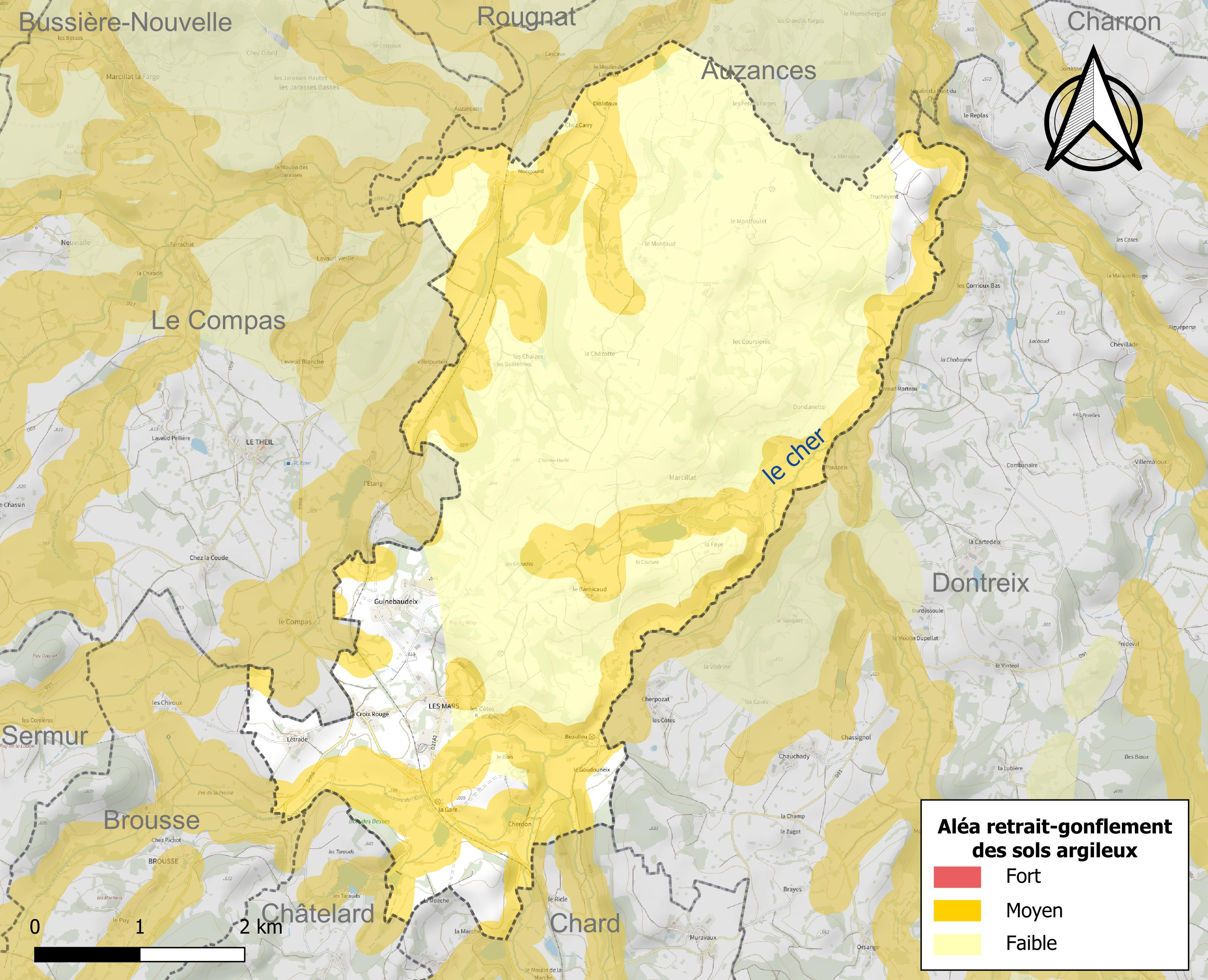
Carte des zones d'aléa retrait-gonflement des sols argileux des Mars.

Le retrait-gonflement des sols argileux est susceptible d'engendrer des dommages importants aux bâtiments en cas d’alternance de périodes de sécheresse et de pluie. 35 % de la superficie communale est en aléa moyen ou fort (33,6 % au niveau départemental et 48,5 % au niveau national). Sur les 167 bâtiments dénombrés sur la commune en 2019,  44 sont en aléa moyen ou fort, soit 26 %, à comparer aux 25 % au niveau départemental et 54 % au niveau national. Une cartographie de l'exposition du territoire national au retrait gonflement des sols argileux est disponible sur le site du BRGM,.
Par ailleurs, afin de mieux appréhender le risque d’affaissement de terrain, l'inventaire national des cavités souterraines permet de localiser celles situées sur la commune.
La commune a été reconnue en état de catastrophe naturelle au titre des dommages causés par les inondations et coulées de boue survenues en 1982 et 1999. Concernant les mouvements de terrains, la commune a été reconnue en état de catastrophe naturelle au titre des dommages causés par des mouvements de terrain en 1999.

#### Risque particulier
Dans plusieurs parties du territoire national, le radon, accumulé dans certains logements ou autres locaux, peut constituer une source significative d’exposition de la population aux rayonnements ionisants. Certaines communes du département sont concernées par le risque radon à un niveau plus ou moins élevé. Selon la classification de 2018, la commune des Mars est classée en zone 3, à savoir zone à potentiel radon significatif.

## Politique et administration
| Période                                  | Période  | Identité            | Étiquette | Qualité              |
| ---------------------------------------- | -------- | ------------------- | --------- | -------------------- |
| Les données manquantes sont à compléter. |          |                     |           |                      |
| mars 2001                                | 2020     | Michel Saint-André  | DVD       | Agriculteur retraité |
| 2020                                     | En cours | Jacqueline Gravière |           |                      |

## Démographie
En 2022 , la commune de Les Mars comptait 181 habitants. À partir du XXIe siècle, les recensements réels des communes de moins de 10 000 habitants ont lieu tous les cinq ans. Les autres chiffres sont des estimations.
| 1793 | 1800 | 1806 | 1821 | 1831 | 1836 | 1841 | 1846 | 1851 |
| ---- | ---- | ---- | ---- | ---- | ---- | ---- | ---- | ---- |
| 665  | 602  | 611  | 693  | 698  | 822  | 817  | 860  | 838  |

| 1856 | 1861 | 1866 | 1872 | 1876 | 1881 | 1886 | 1891 | 1896 |
| ---- | ---- | ---- | ---- | ---- | ---- | ---- | ---- | ---- |
| 781  | 707  | 742  | 711  | 621  | 686  | 702  | 675  | 721  |

| 1901 | 1906 | 1911 | 1921 | 1926 | 1931 | 1936 | 1946 | 1954 |
| ---- | ---- | ---- | ---- | ---- | ---- | ---- | ---- | ---- |
| 714  | 708  | 668  | 562  | 512  | 446  | 408  | 405  | 382  |

| 1962 | 1968 | 1975 | 1982 | 1990 | 1999 | 2005 | 2006 | 2010 |
| ---- | ---- | ---- | ---- | ---- | ---- | ---- | ---- | ---- |
| 378  | 372  | 344  | 295  | 274  | 219  | 207  | 207  | 202  |

| 2015 | 2020 | 2022 | - | - | - | - | - | - |
| ---- | ---- | ---- | - | - | - | - | - | - |
| 197  | 183  | 181  | - | - | - | - | - | - |

## Lieux et monuments

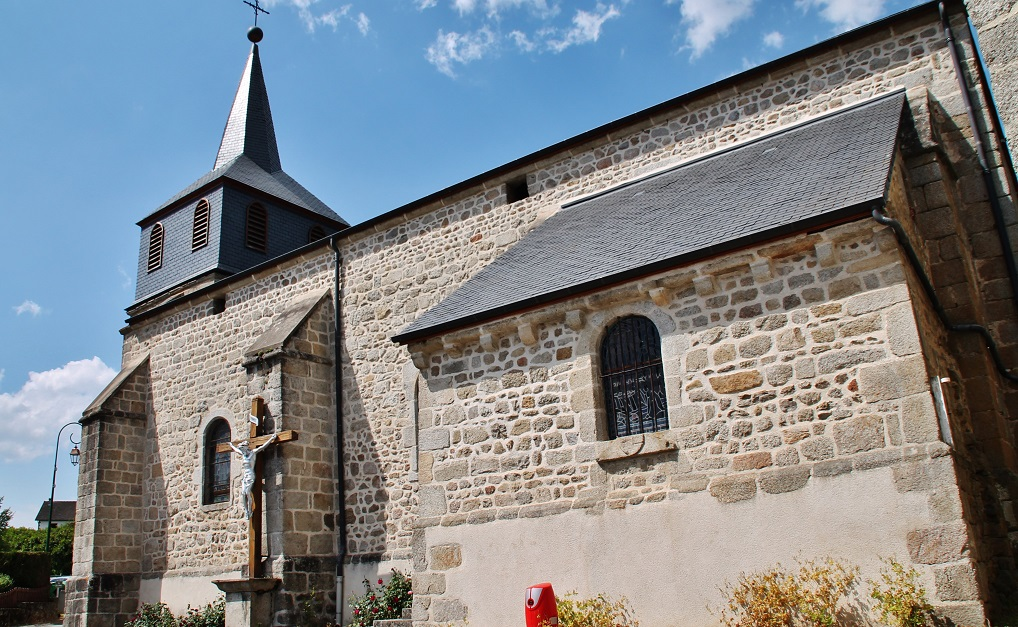
L'église paroissiale Saint-Médard.

- Église Saint-Médard des Mars d'origine médiévale remaniée aux XVIIe et XIXe siècles

### Les Mars dans les arts
Les Mars est citée dans le poème d’Aragon, Le conscrit des cent villages, écrit comme acte de Résistance intellectuelle de manière clandestine au printemps 1943, pendant la Seconde Guerre mondiale.

## Personnalités liées à la commune
- Christian Jamet, écrivain et historien de l'art, est né aux Mars en 1951.
- Jean Beaufret (né le 22 mai 1907 à Auzances, mort le 7 août 1982 à Paris), philosophe, ami et disciple de Martin Heidegger, a passé plusieurs années aux Mars où ses parents étaient instituteurs.